# Santa Lucía megye
Santa Lucía egy megye Argentína nyugati részén, San Juan tartományban. Székhelye Santa Lucía.

## Népesség
A megye népessége a közelmúltban a következőképpen változott:
| Év   | Lakosság |
| ---- | -------- |
| 2001 | 43 524   |
| 2010 | 48 087   |